# Little of Your Love
Little of Your Love è un singolo del gruppo musicale statunitense Haim, il secondo estratto dal secondo album in studio Something to Tell You e pubblicato il 18 giugno 2017.

## Tracce
Download digitale
1. Little of Your Love – 3:33 (Danielle Haim, Este Haim, Alana Haim, Ariel Rechtshaid)